# Ansorge-Bürstenhaarmaus
Die Ansorge-Bürstenhaarmaus (Lophuromys ansorgei) ist eine wenig erforschte Nagetierart aus der Gattung der Bürstenhaarmäuse (Lophuromys). Das Artepitheton ehrt den britischen Arzt und Tiersammler William John Ansorge (1850–1913), der in Kavirondo, nordöstlich des Victoriasees in Kenia, die beiden Typusexemplare gesammelt hatte.

## Merkmale
Die Kopf-Rumpf-Länge beträgt 100 bis 165 mm, die Schwanzlänge 49 bis 91 mm, die Ohrenlänge 10 bis 20 mm, die Hinterfußlänge 20 bis 26 mm und das Körpergewicht 45 bis 111 g. Die Oberseite ist dunkel schokoladenfarben, die Unterseite ist hell zimtfarben.

## Verbreitungsgebiet
Die Ansorge-Bürstenhaarmaus kommt im südlichen Kamerun, südlich des Sanaga-Flusses sowie östlich durch das Kongo-Becken bis nach Uganda und in den Westen Kenias vor.

## Lebensraum
Die Ansorge-Bürstenhaarmaus bewohnt das Tiefland im Kongo-Regenwald.

## Lebensweise
Über die Lebensweise ist nichts bekannt.

## Status
In der IUCN Red List wird die Ansorge-Bürstenhaarmaus als Synonym der Rostbauch-Bürstenhaarmaus (Lophuromys sikapusi) betrachtet, die als „nicht gefährdet“ (least concern) gelistet wird.